# Saint-Hilaire-de-Court
Saint-Hilaire-de-Court ist eine französische Gemeinde mit 595 Einwohnern (Stand: 1. Januar 2022) im Département Cher in der Region Centre-Val de Loire; sie gehört zum Arrondissement Vierzon und zum Kanton Vierzon-2. Die Bewohner werden Saint-Courtins und Saint-Courtines genannt.

## Geographie
Saint-Hilaire-de-Court liegt etwa 29 Kilometer westnordwestlich von Bourges am Arnon. Der Cher begrenzt die Gemeinde im Nordwesten. Umgeben wird Saint-Hilaire-de-Court von den Nachbargemeinden Méry-sur-Cher im Norden, Vierzon im Norden und Nordosten, Méreau im Osten und Südosten, Massay im Süden sowie Saint-Georges-sur-la-Prée im Westen und Nordwesten.

## Bevölkerungsentwicklung
| Jahr                      | 1962 | 1968 | 1975 | 1982 | 1990 | 1999 | 2006 | 2013 | 2020 |
| Einwohner                 | 270  | 265  | 308  | 668  | 794  | 735  | 731  | 642  | 593  |
| Quelle: Cassini und INSEE |      |      |      |      |      |      |      |      |      |

## Sehenswürdigkeiten
- Burg La Beuvrière aus dem 11. Jahrhundert